# Sauve d'Amiens
Pour les articles homonymes, voir Sauve (homonymie).
Sauve d'Amiens ou Saulve d'Amiens (Salvius en latin) fut un moine puis un évêque d'Amiens au VIIe siècle. La tradition catholique en fait le découvreur du corps de Firmin d'Amiens. Il est fêté le 28 octobre.

## Biographie

### Moine, abbé, évêque
Sauve serait issu d'une riche famille amiénoise. Après ses années de jeunesse, il aurait fondé un monastère dédié à la Vierge Marie à Montreuil-sur-Mer, y serait devenu moine puis abbé. Attiré par la solitude, il se serait retiré dans une cellule mais fut, par la suite, placé à la tête du diocèse d'Amiens.
Devenu évêque, il aurait fait construire la première cathédrale au centre de la ville. Il fit de nombreuses visites pastorales dans son diocèse et contribua  à éradiquer les derniers vestiges du paganisme.
Saint Sauve ou saint Saulve est vénéré comme protecteur des bestiaux et des récoltes.

### L'invention des reliques de Firmin d'Amiens

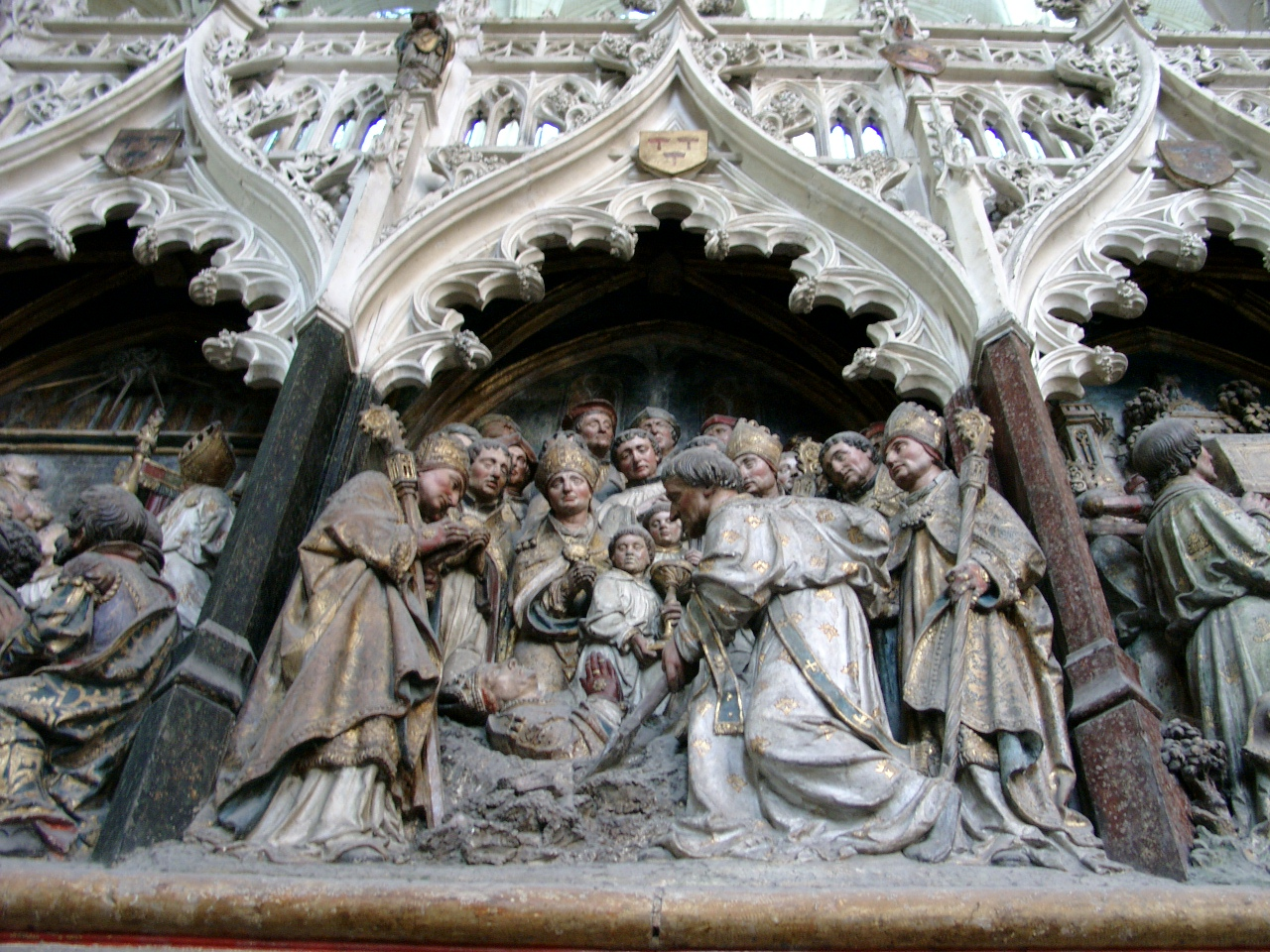
Invention des reliques de Firmin d'Amiens, sculpture du chœur de Notre-Dame d'Amiens.

Selon la tradition catholique, il fut le découvreur de la dépouille de Firmin d'Amiens à Abladène, à la périphérie d'Amiens, et la fit transférer dans la cathédrale de la ville.
Les sculptures de la clôture du chœur de la cathédrale Notre-Dame d'Amiens nous font un récit en image de l'invention des reliques : 
- l'évêque Sauve adjura en chaire les fidèles de prier pour découvrir le corps de Firmin le Martyr ;
- au bout du troisième jour de prière, lors de la première messe du matin que Sauve célébrait, un rayon de lumière pénétra dans l'église et l'assistance surprise rendit grâce. Le corps de Firmin fut découvert sur le site d'une nécropole, au lieu-dit Abladène, le long de la route de Noyon, au sud-est de la ville. Une odeur suave émanait du tombeau ;
- les restes du saint furent transportés d'Abladène à Amiens. Sur le passage de la dépouille, les estropiés guérirent et les arbres dépouillés de feuilles par l'hiver se couvrirent de végétation[4].

### Le saint patron de Montreuil
À sa mort, il fut inhumé dans la cathédrale d'Amiens puis ses reliques furent transportées à Montreuil-sur-Mer dans l'église abbatiale Saint-Saulve.
La ville de Saint-Saulve (Nord), à la périphérie nord de Valenciennes, perpétue la mémoire de Sauve d'Angoulême.

### Articles liés
- Liste des saints picards
- Liste des évêques d'Amiens
- Firmin d'Amiens
- Cathédrale Notre-Dame d'Amiens
- Histoire d'Amiens